# Collection des mosaïques romaines exposées au musée archéologique de Sousse
Cet article présente la collection des mosaïques romaines exposées au musée archéologique de Sousse.

## Contexte
Le musée archéologique de Sousse comprend une importante collection de mosaïques romaines couvrant une période allant du IIe siècle au IVe siècle et provenant des fouilles archéologiques opérées sur les sites antiques de la région du Sahel tunisien.
La collection du musée est la deuxième grande collection de mosaïques de Tunisie après celle du musée national du Bardo.

## Liste
| Article                                             | Date de fondation ou de création | Date de découverte | Lieu de découverte    | Image |
| --------------------------------------------------- | -------------------------------- | ------------------ | --------------------- | ----- |
| Mosaïque d'Amour jouant à la flûte                  |                                  |                    |                       |       |
| Mosaïque d'Aphrodite anadyomène                     | IIIe siècle                      |                    | Sousse                |       |
| Mosaïque d'Apollon et des neuf Muses                | IIIe siècle                      |                    | Sousse                |       |
| Mosaïque d'Océan                                    | IIIe siècle                      |                    | Chott Meriem          |       |
| Mosaïque d'Orphée de Sousse                         |                                  |                    |                       |       |
| Mosaïque d'abside de l'oecus                        |                                  |                    |                       |       |
| Mosaïque d'enlèvement de Ganymède de Sousse         |                                  |                    |                       |       |
| Mosaïque de Dionysos adolescent                     | IIe siècle                       |                    | El Jem                |       |
| Mosaïque de Dionysos et Ariane                      | IIIe siècle                      |                    | Sousse                |       |
| Mosaïque de Ganymède de Sousse                      |                                  |                    | Sousse                |       |
| Mosaïque de Léda et le cygne                        |                                  |                    |                       |       |
| Mosaïque de Magerius                                | IIe siècle                       | 1962               | Délégation de Moknine |       |
| Mosaïque de Néréide                                 |                                  |                    |                       |       |
| Mosaïque de Sorothus de Sousse                      |                                  |                    |                       |       |
| Mosaïque de Vénus sortie des eaux                   |                                  |                    |                       |       |
| Mosaïque de combat d'animaux de Sousse              |                                  |                    |                       |       |
| Mosaïque de l'Amour ailé pêchant de Sousse          |                                  |                    |                       |       |
| Mosaïque de l'œil contre l'envieux                  |                                  |                    |                       |       |
| Mosaïque de la Méduse de Sousse                     | IIe siècle                       |                    | Sousse                |       |
| Mosaïque de la Néréide Galatée                      | IIIe siècle                      |                    | Chott Meriem          |       |
| Mosaïque de la Svastika                             |                                  |                    |                       |       |
| Mosaïque de la fin du spectacle de l'amphithéâtre   |                                  |                    |                       |       |
| Mosaïque de la légende de l'Attique                 | IVe siècle                       |                    | Kairouan              |       |
| Mosaïque de la scène de pêche                       | IIIe siècle                      |                    | Sousse                |       |
| Mosaïque de la scène théâtrale de Sousse            |                                  |                    |                       |       |
| Mosaïque de xenia de Sousse                         |                                  |                    |                       |       |
| Mosaïque des Amazones de Sousse                     | IIIe siècle                      |                    | Sousse                |       |
| Mosaïque des Amours de Kairouan                     |                                  |                    |                       |       |
| Mosaïque des Autruches de Sousse                    |                                  |                    |                       |       |
| Mosaïque des Satyres et de Bacchante                | IIIe siècle                      |                    | Sousse                |       |
| Mosaïque des bustes des Vents                       |                                  |                    |                       |       |
| Mosaïque des chevaux de course                      |                                  |                    |                       |       |
| Mosaïque des deux voiliers                          |                                  |                    |                       |       |
| Mosaïque des masques                                |                                  |                    |                       |       |
| Mosaïque des monstres marins                        |                                  |                    |                       |       |
| Mosaïque des poissons et mollusques de Méditerranée | IIe siècle                       |                    | Sousse                |       |
| Mosaïque des saisons et des mois                    | IIIe siècle                      |                    | El Jem                |       |
| Mosaïque du Paon                                    |                                  |                    |                       |       |
| Mosaïque du Shadrapha enfant                        |                                  |                    |                       |       |
| Mosaïque du bassin avec la tête d'Océan             | IIe siècle                       |                    | Sousse                |       |
| Mosaïque du marais du Nil de Sousse                 |                                  |                    |                       |       |
| Mosaïque du palmier                                 |                                  |                    |                       |       |
| Mosaïque du paysage nilotique d'el Alia             |                                  |                    |                       |       |
| Mosaïque du phallus                                 |                                  |                    | Sousse                |       |
| Mosaïque du poète de Sousse                         |                                  |                    |                       |       |
| Mosaïque du pêcheur                                 |                                  |                    |                       |       |
| Mosaïque du seuil d'Enfidha                         |                                  |                    |                       |       |
| Mosaïque du signe yin-yang                          |                                  |                    | Sousse                |       |
| Mosaïque du triomphe de Bacchus                     | IIIe siècle                      |                    | Sousse                |       |
| Mosaïque du triomphe de Neptune                     |                                  |                    |                       |       |
| Mosaïque du venator                                 |                                  |                    |                       |       |
| Mosaïque funéraire d'Hermès de Sousse               |                                  |                    |                       |       |
| Mosaïques du cerf de Sousse                         |                                  |                    |                       |       |
| Mosaïques du navire de commerce                     |                                  |                    |                       |       |
| Mosaïques du panier de poissons                     | IIe siècle                       |                    | Sousse                |       |
| Mosaïques tombales chrétiennes de Sousse            |                                  |                    |                       |       |